# Pirayú (Paraguay)
Pirayú (del guaraní "piraju", «pez amarillo») es una localidad paraguaya situada en el extremo norte del Departamento de Paraguarí. Está a 50 km de Asunción, en cercanías de la Cordillera de los Altos.

## Historia
Pirayú, antiguamente llamada Capilla Gayoso; Una capilla que va nucleando en su entorno un modestísimo vecindario y se convierte luego en Parroquia rural, en el año 1767 con la construcción del Templo Franciscano. Su antiguo nombre proviene de una donación de tierras a la orden franciscana efectuada por la familia feudataria Gayoso, descendiente del encomendero del lugar. La fundación oficial del gobernador Carlos Morphy en el año 1769 fue, la confirmación y reordenamiento político de un vecindario ya existente.
Después de terminada la Guerra Grande el nuevo reordenamiento geopolítico la convirtió en distrito, dependiente hoy del departamento de Paraguarí. 
Es una zona donde los pobladores se dedican a la artesanía, hamacas, Aho Po'i, también en zapatería, entre otros. El casco urbano cuenta con viviendas antiguas, y una estación de ferrocarril construida en el año 1864, algunas edificaciones modernas rompen el ambiente colonial, la zona rural comprende muchas estancias y es recorrida por numerosos arroyos. 
Su jurisdicción actual comprende en la zona céntrica de cuatro Barrios denominados del N.º 1 al 4, así como también de doce Compañías:
Paso Esperanza, Tuyucuá, Taba i, Potrero Avendaño, Costa Hũ, Cerro Verá, Azcurra, Ykuá Kaũ, Arroyo Servin, Yaguarón Yurú, Cerro León y Ka'aguy Potî.

## Geografía

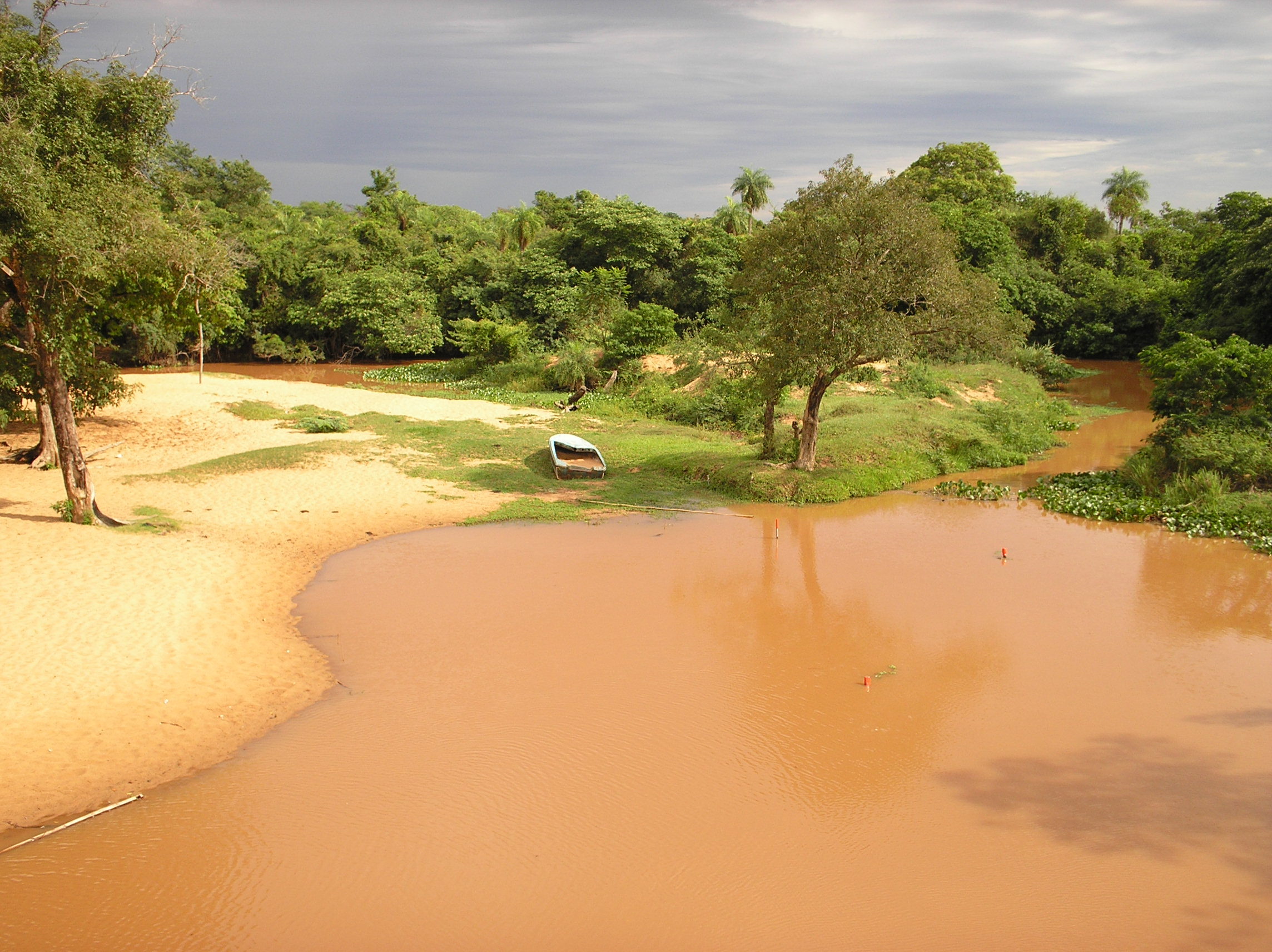
Arroyo Pirayú.

El distrito de Pirayú se sitúa en el extremo norte del Departamento de Paraguarí, en el que la topografía es accidentada, comprendiendo cerros que pertenecen a la cordillera de los Altos o desprendimientos de la misma. Posee elevaciones de gran porte, entre las que se destacan los cerros Yvytypané, Mbatoví y Santo Tomás. Tiene una superficie de 141 km² de extensión territorial.
Limita al norte con el Departamento de Cordillera; al oeste el Departamento Central; al sur con Yaguarón y Paraguarí; y al este con el Departamento de Cordillera. Riegan al distrito de Pirayú las aguas de los siguientes arroyos: Pirayú (afluente principal), Peña, Poti'y, Madame Linch, Ramírez y Zorrilla.

## Clima
La temperatura media anual es de 22 °C, con una máxima media de 28 °C y una mínima media de 18 °C. En cuanto a las precipitaciones, lo normal oscila entre 1.400 y 1.600 mm al año. El mes de mayor lluvia es el mes de noviembre y el más seco el mes de julio.

## Demografía
Pirayú tiene 17 419 habitantes, según datos oficiales provistos por el censo paraguayo de 2022. Predomina en gran mayoría personas jóvenes con edades comprendida entre los 0 a 34 años.

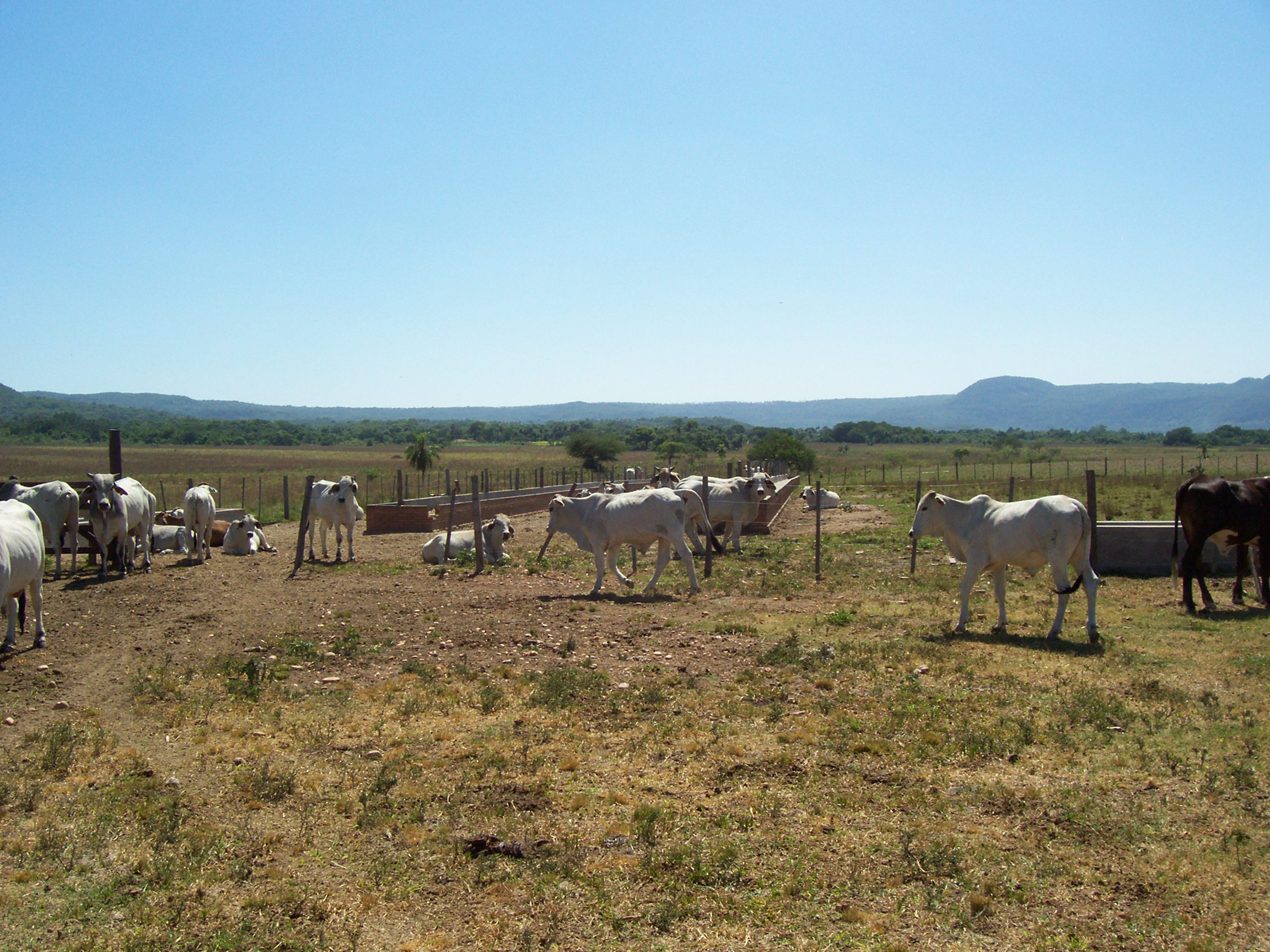
Ganado vacuno.

## Economía
Las principales actividades del distrito comprenden la productividad Artesanal en tejidos típicos como Ñandutí, hamacas y creación de calzados. De igual forma la producción agrícola y trabajos pecuarios. La productividad agrícola está encaminada en el cultivo de la caña dulce, mandioca y frutas de estación. Su ganadería comprende principalmente la cría de ganado variado. Existen canteras donde se extrae arcilla de ladrillo y caolín.

## Infraestructura

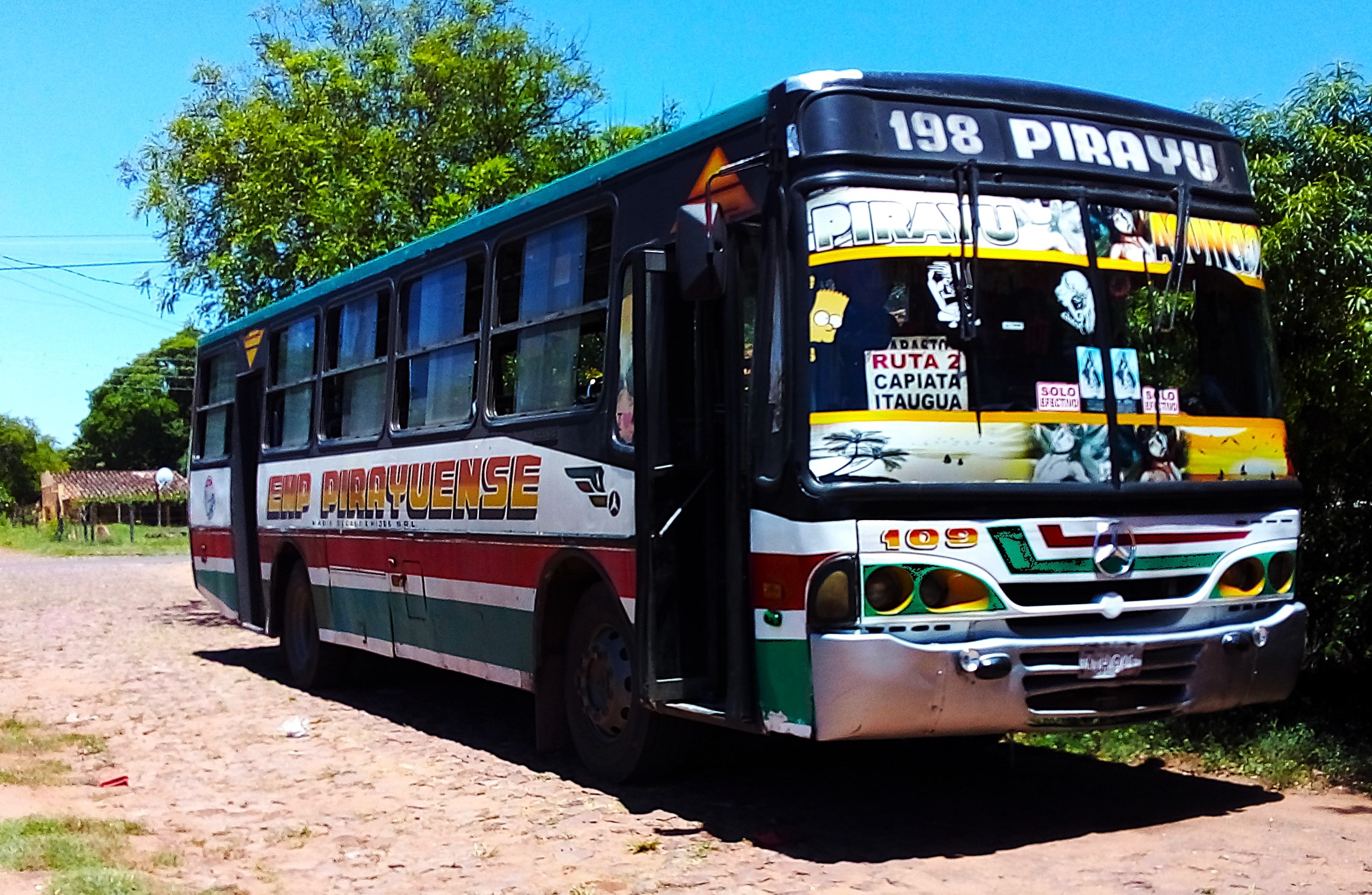
Colectivo de la Empresa Pirayuense, a su paso por Cerro León.

Las principales vías de comunicación terrestre son la Ruta PY01 y la Ruta PY02. En todo el departamento se cuenta con los servicios telefónicos de la compañía estatal COPACO y los de telefonía móvil. También funcionan diversos medios de comunicación como el transporte público de pasajeros, radios de frecuencia moduladas locales y emisoras de televisión por cable.
Se accede a esta ciudad por un ramal con pavimento tipo asfaltado que parte de la Ruta PY01 en el km 48 del centro de Yaguarón. También por un ramal con pavimento tipo asfaltado sobre la Ruta PY02 en el km 36 en la ciudad de Ypacarai. Lo conectan con la capital del país, Asunción y con otras localidades del departamento.

## Educación
Escuelas
- N.º 80 Gral. José Eduvigis Díaz (Centro)
- N.º 1130 Parroq. Priv. Sub. Ntra. Sra.del Rosario (Centro)
- N.º 7291 Carlos Morphis (Compañía Ykuá Kaũ)
- N.º 377 Ángel María Gómez (Compañía Arroyo Servín)
- N.º 2135 José E. Villagra Peña (Compañía Yaguarón Yurú)
- N.º 525 Jorge Manuel Pérez Ramírez (Compañía Cerro León)
- N.º 1364 Tte. Ramón Gómez (Compañía Paso Esperanza)
- N.º 1365 Jorge Manuel Pérez Ramírez (Compañía Tuyucuá)
- N.º 6101 Reino de España (Compañía Tuyucuá - Kokué)
- N.º 313 Prof. Marciano Martínez (Compañía Tava’i)
- N.º 616 Domingo Savio (Compañía Potrero Avendaño)
- N.º 1362 Rita Sotelo de Figueredo (Compañía Ka'aguy Potî)
- N.º 2134 Catalina Salinas de Cáceres (Compañía Costa Hû)
- N.º 667 Dr. Cayo Romero Pereira (Compañía Cerro Verá)
- N.º 7444 Prof. Teodosia Ramírez (Compañía Cerro Verá - Zona Alta)
- N.º 1363 Rca. del Paraguay (Compañía Azcurra)

Colegios
- Nacional de Pirayú (Centro)
- Parroq. Priv. Subv. Juan Pablo II (Centro)
- Nacional Curupayty (Centro)
- Nacional Virgen del Perpetuo Socorro (Compañía Cerro León)
- Liceo María Auxiliadora (Compañía Yaguarón Yurú)
- Nacional Prof. Marciano Martínez (Compañía Paso Esperanza)
- Jorge Manuel Pérez Ramírez (Compañía Tuyucuá)
- Domingo Savio (Compañía Potrero Avendaño)
- San Blas (Compañía Costa Hû)
- Nacional Tavaí (Compañía Tavaí)

## Turismo

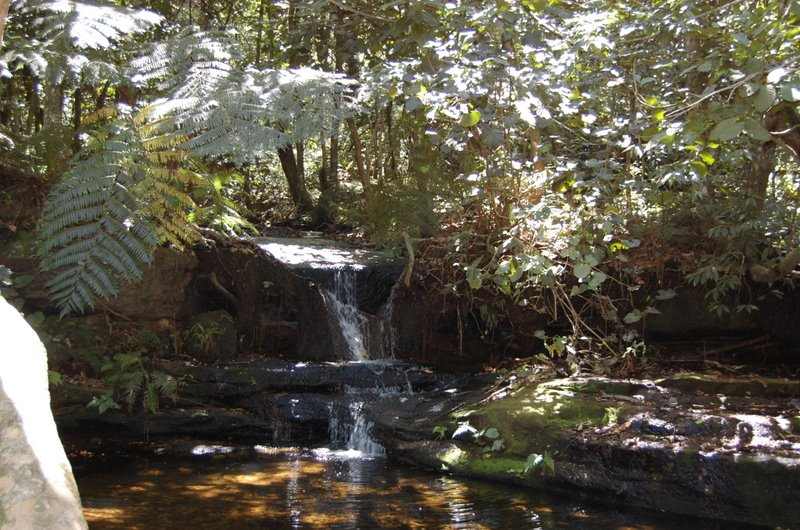
Cascada Arroyo Madama.

Uno de los principales atractivos es el Arroyo Madama con hermosos bosques y una cascada de impresionante belleza y frescura incomparable, los lugareños dicen que era el lugar preferido de Elisa Lynch, compañera del mariscal Francisco Solano López, quien acostumbraba visitarlo continuamente, en las épocas de calor. El Campamento Cerro León, donde el mariscal Francisco Solano López convocó a su pueblo a reunirse en armas para organizarlos en Gran Ejército durante la Guerra de la Triple Alianza; Eran 40 pabellones de los cuales en la actualidad siguen en pie solo dos, que fueron restaurados para convertirlos en Museo Histórico. El Templo Parroquial de la época de los Franciscanos,  la ex casa del obispo Basilio López, hermano de don Carlos A. López, restaurada y convertida hoy en Centro Cultural Pirayuense, el parque nacional General José Eduvigis Diaz. La estación de tren, edificio emblemático de la ciudad, actualmente punto de encuentro de pobladores y visitantes quienes participan de actividades como exposiciones, ferias, entre otras.
Campamento Cerro León 
Este es un lugar histórico, pues el mariscal López solicitó su construcción como un sitio de adiestramiento de los soldados paraguayos para prepararse antes de la Guerra de la Triple Alianza. Aquí, miles de paraguayos recibieron instrucción militar por primera vez.
Campamento Cerro León fue inmortalizado en una polca épica paraguaya, cuya música fue de un autor anónimo y la letra y arreglos de Mauricio Cardozo Ocampo.
En la actualidad, solo quedan dos edificaciones de las más de 40 que existían.
Estaba comunicada gracias a la estación de tren de Cerro León donde recibía constantemente pertrechos, víveres y soldados que provenían de todo el país, pasando por la estación de Pirayú. Durante la guerra fueron destruidas la mayoría de las edificaciones del Campamento.
En 2008, las Fuerzas Armadas y la Compañía de Ingeniería Multirol realizaron un trabajo de restauración en el lugar, donde funciona un museo con objetos de la época. Cuadros con imágenes de los defensores de la patria, banderas de la época y restos de municiones componen parte del museo, donde pueden conocerse las hazañas de los Héroes.
Cascada Madama y Cementerio de soldados
A poco más de 10 km del centro de Pirayú y a 3 km del Campamento Cerro León en la zona del Cerro Tui Jhovy, se encuentran dos lugares históricos. El primero es un antiguo Cementerio de Soldados Paraguayos donde
actualmente yace una solitaria cruz recordando a los caídos. Y a menos de 2 km se encuentra la Cascada Madama.
La historia cuenta que en dicha cascada, formada en el denominado "Arroyo Madama", Elisa Alicia Lynch -quien fue esposa del mariscal López durante 8 años- cuando iba al Campamento Cerro León a visitar al mariscal, en varias ocasiones se disponía a ir a refrescarse en las aguas de dicha cascada, atraída por la tranquilidad y belleza natural que ofrecía el lugar, además de ser un sitio totalmente discreto y alejado de todo el ambiente militar y bélico del campamento.
Hoy en día es poco frecuentado por turistas, siendo quienes más lo visitan aquellos atraídos por la historia y por tener esa sed de conocimiento por nuestros lugares históricos.
Centro Cultural Pirayuense 
Este Centro nace a través de la Sra. Antonina Palmerola de Simón que planteó un proyecto ambicioso y que aspiraba grandes logros socioculturales para la comunidad de Pirayú. En octubre del 2009 resolvieron conformar una organización denominada "Amigos de Pirayú", con el propósito de llevar adelante un plan cultural bajo el título de Centro "Cultural Pirayuense Obispo Basilio A. López", sumándose así también las hermanas Carmelitas Misioneras Teresianas.
La comunidad de Pirayú, orgullosa de su pasado histórico, de su riqueza cultural y de la laboriosidad de sus pobladores, deseaba contar con un espacio con acceso para todos, recreativo y abierto tanto para absorber el conocimiento científico y artístico como para difundir su identidad.
La antigua vivienda del primer obispo paraguayo Basilio López reconocido como espacio histórico de interés nacional y gracias a su restauración sirvió en un principio como sede del Centro Cultural.
En 2012 se logró realizar una segunda construcción de arquitectura inspirada en las casas de antaño para mantener una homogeneidad en el casco histórico que rodea a la Iglesia Virgen del Rosario. Cuenta con la "Biblioteca Simeón Palmerola" y una sala de informática.
Estación de Tren
 

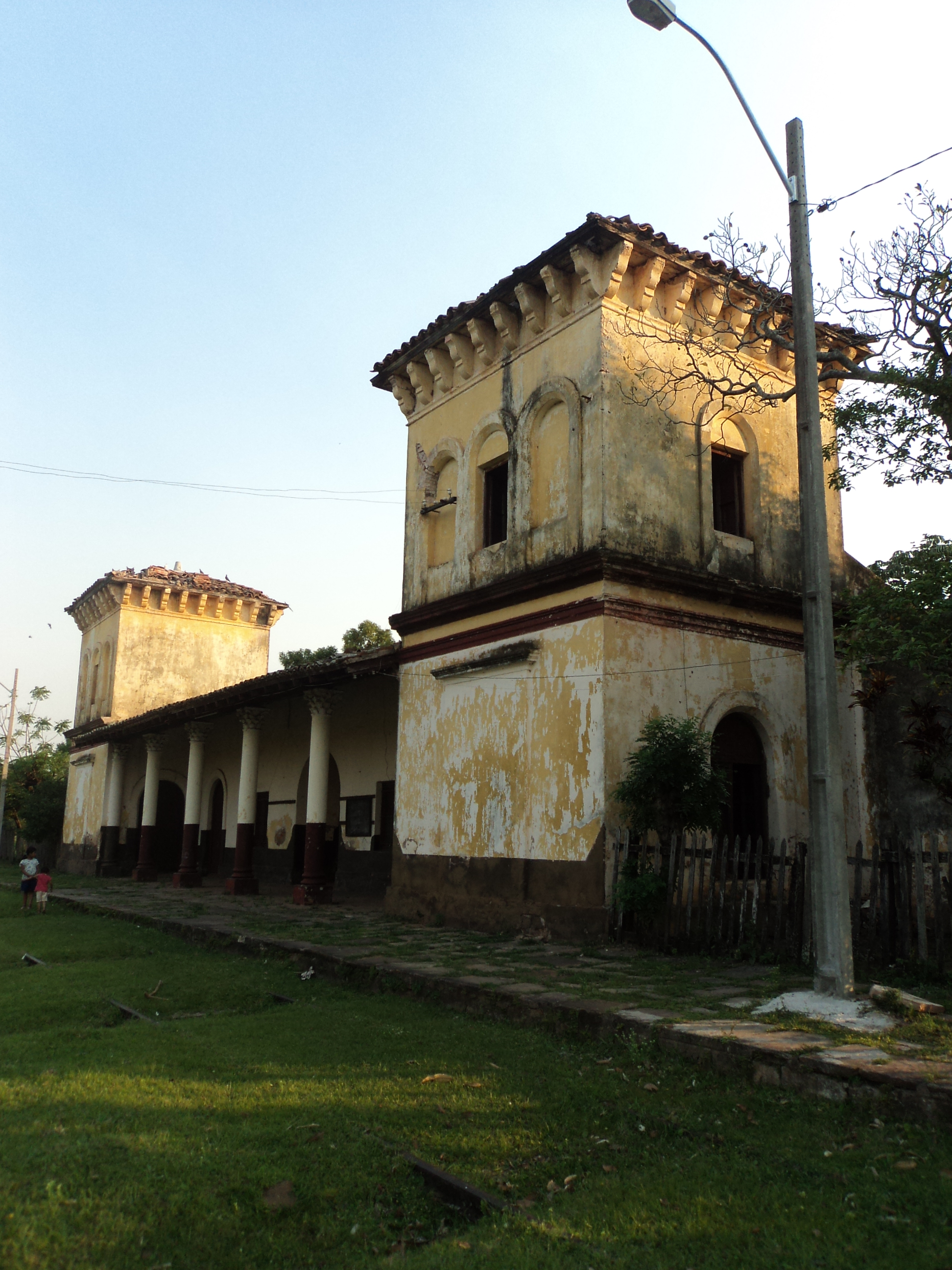
Estación de Ferrocarril construida durante el gobierno de López I, aproximadamente 1860.

La construcción de la estación de tren de Pirayú comenzó en 1864, cuando la dirección de obras fue llevada a cabo por Alonso Taylor y con colaboración de Benigno Abesada. Además también trabajó en la construcción Elizardo Aquino, jefe militar y experto técnico constructor y que años más tarde durante la Guerra de la Triple Alianza lograría alcanzar el rango de general.
La vía férrea comunicaba a la estación de Pirayú con la de Guazú Virá (Ypacaraí) y luego con la de Cerro León (actualmente destruida). Fue una gran prueba de la prosperidad de la nación paraguaya en su momento.
Se trata de una de las estaciones que arquitectónicamente se diferencia radicalmente con respecto a las demás del interior del país, puesto que fue la única que tenía dos torres. Se aprovechaba la altura de las mismas para ser utilizadas como torres vigías para observar todo el valle circundante y las cordilleras; pero que no solo daba una utilidad estratégica sino una belleza diferente y única.
Solar del Gral. José Eduvigis Díaz
Este "Solar" fue el lugar donde nació el general José Eduvigis Díaz el 17 deoctubre de 1833, uno de los héroes máximos de la Guerra contra la Triple Alianza por sus victoriosas campañas en el Departamento de Ñeembucú, como
Curupayty, Yataity Corá, Ita Pirú y Paso de Patria entre otros.
El sitio donde se encuentra el Solar es conocido como el "parque nacional José Eduvigis Díaz" localizado en la Compañía Cerro Verá, sin embargo no es declarado oficialmente como parque nacional aunque debería serlo, porque
necesita más atención y cuidado. Si bien son pocos los interesados pirayuenses en mantener aún en pie la historia y la vida de este sitio, las autoridades de los últimos tiempos no han apoyado bastante la recuperación
del mismo.
Actualmente encontrará aquí un pequeño museo con pertenencias de uno de nuestros héroes, conocer un poco más de su historia y disfrutar de la tranquilidad del lugar.
Templo Nuestra Señora del Rosario 
Este es uno de los legados franciscanos en el país tanto como en la región del Río de la Plata. Construido en 1761, el Templo Nuestra Señora del Rosario de Pirayú fue lo que convirtió al antiguo poblado de Capilla Gayoso en la ciudad que es actualmente.
En 2004 fue declarada Patrimonio Histórico Cultural del Paraguay, por su valor en cuanto a la reliquia histórica de la misma. En su interior cuenta con retablos artísticos esculpidos completamente a mano y herramientas por los guaraníes, demostrando el prodigio del talento de los talladores.
Paredes de adobe, algunas vigas de madero original que sostienen su techo y las figuras sacras provocan en el visitante un verdadero viaje al pasado. La casa parroquial ubicada en la vereda de atrás de la Iglesia también es una reliquia histórica pues fue construida por los franciscanos.
Para visitar la Iglesia, contacte en la casa parroquial.